# Dietrich-Bonhoeffer-Klinikum Neubrandenburg
Das Dietrich-Bonhoeffer-Klinikum Neubrandenburg ist ein diakonisches Krankenhaus in der Region Neubrandenburg. Das Krankenhaus gehört zur Diakonie Klinikum Dietrich Bonhoeffer GmbH und versorgt jährlich über 70.000 Patienten. Zur Gesellschaft gehören die Klinik in Neubrandenburg und jeweils eine Klinik in Altentreptow, Malchin und Neustrelitz.

## Das Krankenhaus
Als Akademisches Lehrkrankenhaus der Ernst-Moritz-Arndt-Universität Greifswald ist es ein Onkologisches Schwerpunktkrankenhaus mit 851 Betten. Das Haus verfügt über 29 Fachkliniken bzw. Fachabteilungen. Hierzu gehört eine Strahlenklinik mit zwei Linearbeschleunigern. Zur Betreuung von krebskranken Patienten stehen stationäre, tagesklinische und palliative Bereichen zur Verfügung. Weiterhin verfügt das Klinikum über ein Kinderschlaflabor und ein Da-Vinci-Operationssystem.  Jährlich werden ca. 70.000 Patienten ambulant und stationär durch mehr als 3.000 Mitarbeiter versorgt.

## Geschichte
Das erste Spital in Neubrandenburg wurde im Jahr 1308 erwähnt. 1851 wurde in der Neubrandenburger Innenstadt ein Wohnhaus mit Pferdestall zu einem Krankenhaus mit 45 Betten umgebaut. 1974 wurde der Grundstein für den heutigen Hauptstandort des Klinikums Neubrandenburg in der Neubrandenburger Oststadt gelegt. Der Krankenhausneubau sollte als Bezirkskrankenhaus die moderne medizinische Versorgung der Bevölkerung des Bezirkes Neubrandenburg sicherstellen. Mit der Inbetriebnahme des Neubaus im Oktober 1979 und den vorhandenen Standorten in der Innenstadt und im Katharinenviertel verfügte Neubrandenburg über ein modernes Krankenhaus mit insgesamt 1.150 Betten. Am 1. Januar 1992 wurde das Klinikum von der Stadt Neubrandenburg mit seinen drei Standorten in die Trägerschaft der Evangelischen Krankenhausbetriebsgesellschaft mbH übergeben, die als gemeinnützig anerkannt und Mitglied des Diakonischen Werkes Mecklenburg-Vorpommern e. V. ist.
Seit dem 9. April 2002 trägt das Krankenhaus den Namen „Dietrich-Bonhoeffer-Klinikum“. Mit dieser Namensgebung wird an den bedeutenden Theologen und Pastor Dietrich Bonhoeffer, der aus christlicher Überzeugung politischen Widerstand in der Diktatur des Naziregimes leistete, erinnert. Im Januar 2003 fusionierten das Krankenhaus Altentreptow und im Jahre 2007 das Krankenhaus Malchin mit dem Dietrich-Bonhoeffer-Klinikum Neubrandenburg. Der Standort in der Innenstadt wurde 2004 aus Einspargründen in den Bereichen Verwaltung und innerbetrieblicher Transport aufgegeben und seine klinischen Leistungsbereiche auf die Standorte Altentreptow und Neubrandenburg-Oststadt verteilt. Seit der Aufgabe des Standortes Wilhelm-Külz-Straße im Jahr 2014 gibt es in Neubrandenburg nur noch den Standort in der Oststadt. 
Im Jahr 2024 wurde bekannt, dass sich das Klinikum in einer schwierigen finanzliellen Lage befand und notwendige Investitionen nicht geleistet werden konnten, beispielsweise der Neubau der Zentralen Notaufnahme. Für die Sanierung des Hauses R sowie den Neubau des Reinraumlabors – ein Labor in dem unter besonders sterilen Bedingungen Zytostatika für die Chemotherapie hergestellt werden – wurden in diesem Jahr mit 1,8 Millionen Euro gefördert. Insgesamt erhielt die Einrichtung für diverse Baumaßnahmen 11,2 Millionen Euro Förderung durch das Land Mecklenburg-Vorpommern.

## Struktur
| Jahr | Bettenanzahl | Umsatz Mio. Euro | Personal |
| ---- | ------------ | ---------------- | -------- |
| 2022 | 851          | 247,4            |          |
| 2021 |              | 238,5            |          |
| 2020 |              | 236,5            |          |
| 2019 |              | 215,5            |          |
| 2018 | [0]1065      | 206,5            | 2525     |
| 2017 | [0]1057      | 194,2            | 2462     |
| 2009 | 1024         | 137,8            | 2115     |
| 2008 | 1079         | 134,5            | 2116     |
| 2007 | 1079         | 131,5            | 2086     |
| 2006 |              | 125,3            | 2132     |

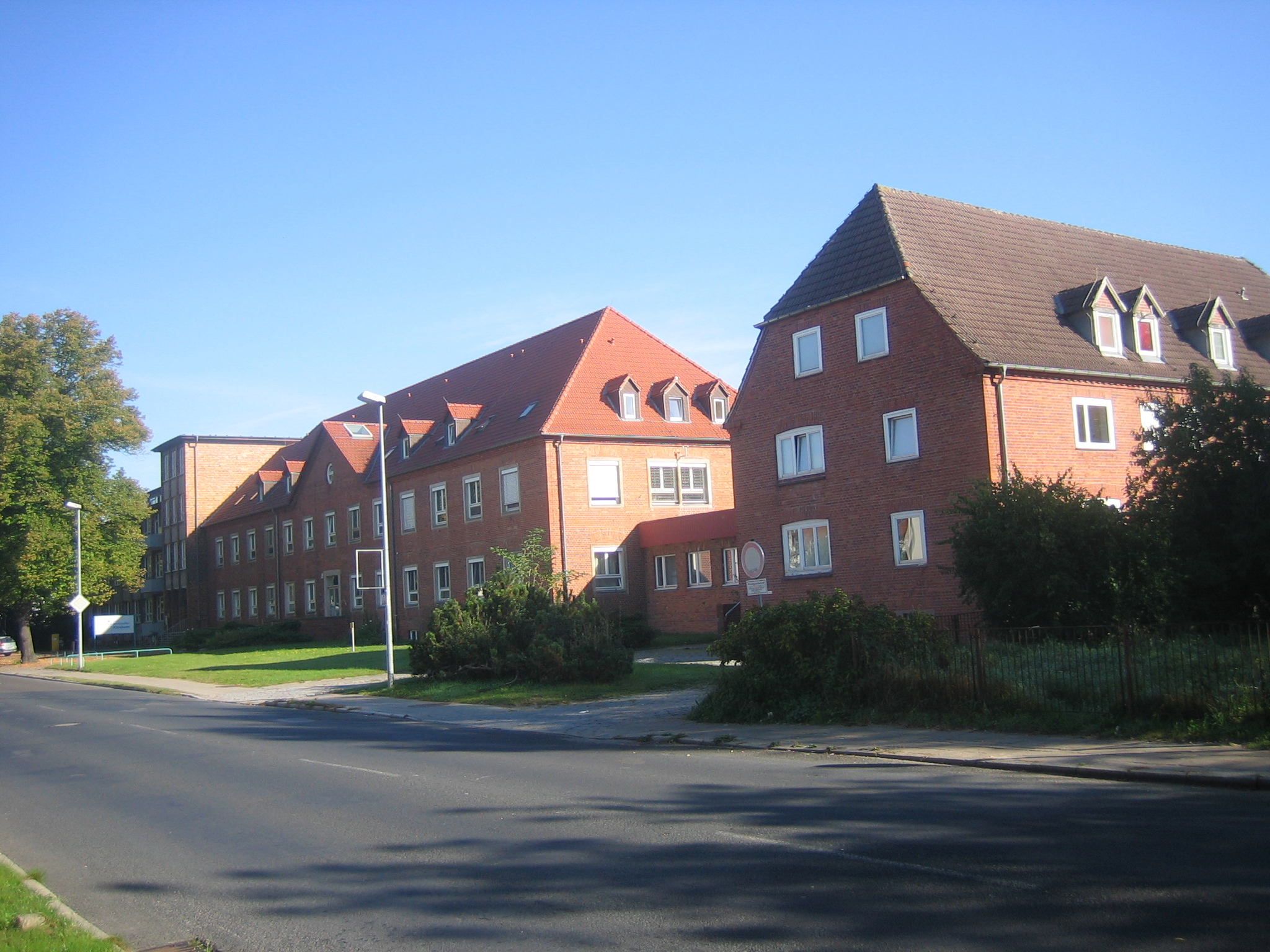
Dietrich-Bonhoeffer Klinikum

Das Dietrich-Bonhoeffer Klinikum ist zertifiziert als Onkologisches Zentrum, Brustkrebszentrum, Magenkrebszentrum, Pankreaskrebszentrum, Stroke Unit, Darmkrebszentrum und Zentrum für Hämatologische Neoplasien. Die Klinik verfügt über 16 Fachabteilungen.

## Beteiligungen
Zum Unternehmen gehören neben dem Krankenhaus
- die Klinik-Service-Neubrandenburg GmbH, zuständig für die Dienstleistungen rund um den Klinikbetrieb
- die Bethesda Klinik Neubrandenburg GmbH, zuständig für eine geriatrische Reha-Klinik
- die Logistik-Service-Neubrandenburg GmbH, zuständig für logistische Dienstleistungen rund um den Klinikbetrieb
- die Poliklinik am Dietrich Bonhoeffer Klinikum gGmbH, Betreiber eines ambulanten medizinischen Versorgungszentrums